# 茨城県立太田西山高等学校
茨城県立太田西山高等学校（いばらきけんりつ おおたせいざんこうとうがっこう）は、茨城県常陸太田市にある県立高等学校。

## 概要
茨城県立高校再編による統廃合により、常陸太田市内の太田第二高等学校と佐竹高等学校が統合し、2019年4月に開校した。
敷地は本校舎が太田第二高校跡、野球場・テニスコートが佐竹高校跡を利用する。

## 沿革
- 2015年12月25日 - 茨城県教育委員会が「第２次県立高等学校再編整備の後期実施計画」に基づき，県立太田第二高等学校と県立佐竹高等学校の統合による常陸太田地区新校設置計画を発表する。
- 2018年10月1日 -「茨城県県立学校設置条例の一部を改正する条例」が施行され、太田西山高等学校が設置される[1]
- 2019年4月 - 太田西山高等学校開校。
- 2021年3月31日 - 太田第二・佐竹の両校が閉校[1]。

## 設置学科
- 普通科
1年生では共通した科目を履修し、2年生から各自の進路に向けてコースを選択する。
  - 特進コース
国公立大学,私立大学進学,医療系大学への進学を目指す。
  - 教養コース
短大,各種専門学校への進学や公務員,企業への就職を目指す。
  - 商業コース
販売系への就職と情報・商業系の専門学校への進学を目指す。
  - 福祉保育コース
福祉系への就職,福祉・保育系の専門学校への進学を目指す。

## 交通
- 茨城交通
  - 太田西山高校前停留所下車　すぐ
  - 西二丁目停留所下車　約750ｍ
  - 東二丁目停留所下車　約800ｍ
- JR水郡線（常陸太田支線）常陸太田駅より徒歩約20分（約2km)